# Công ước về Bộ lạc và Dân tộc Bản địa
Công ước về Bộ lạc và Dân tộc Bản địa là một công ước của Tổ chức Lao động quốc tế (ILO), ra đời năm 1989, còn được biết đến như Công ước ILO 169, hoặc C169.
Đó là quy ước chính ràng buộc quốc tế liên quan đến người dân bản địa. Công ước là tiền thân của Tuyên bố về Quyền của người Bản địa (Declaration on the Rights of Indigenous Peoples) do Đại hội đồng Liên Hợp Quốc thông qua trong phiên thứ 61 tại trụ sở LHQ ở thành phố New York vào ngày 13 tháng 9 năm 2007. Nó được ban hành để hướng dẫn các quốc gia thành viên có chính sách thích hợp để tôn trọng các quyền tập thể người bản địa, chẳng hạn như văn hóa, bản sắc, ngôn ngữ, tiếp cận việc làm, y tế, giáo dục, và các nguồn tài nguyên thiên nhiên.

## Văn bản
Quy ước gồm một Lời nói đầu, tiếp theo là bốn mươi bốn điều, chia thành mười phần:
Phần I. Chính sách chung
Phần II. Đất đai
Phần III. Tuyển dụng và Điều kiện làm việc
Phần IV. Dạy nghề, Thủ công mỹ nghệ Và Công nghiệp nông thôn
Phần V. An sinh xã hội và sức khỏe
Phần VI. Giáo dục và phương tiện của truyền thông
Phần VII. Liên hệ và hợp tác qua biên giới
Phần VIII. Quản trị
Phần IX. Các quy định chung
Phần X. Điều khoản cuối cùng